# Zigeunerin-Quadrille
Ziegeunerin-Quadrille, op. 24, är en kadrilj av Johann Strauss den yngre.

## Historia
Zigeunerin-Quadrille var en andra av tre kompositioner av Johann Strauss den yngre där han hämtade teman från operor av den brittisk tonsättaren Michael William Balfe. Den Dublinfödde operatonsättaren hade redan med sin framgångsrika opera Die Liebesbrunnen inspirerat Strauss till en tidigare kadrilj (se Quadrille nach der Oper "Der Liebesbrunnen"). Senare skulle ytterligare en kadrilj följa (Quadrille nach Motiven aus der Oper "Die Belagerung von Rochelle"). I fallet med Zigeunerin-Quadrille arrangerade Strauss sin kadrilj över melodier från Balfes mest framgångsrika opera: The Bohemian Girl (efter Cervantes roman La gitanilla). Operan hade premiär på Drury Lane Theatre i London den 27 november 1843 och sattes upp på Theater an der Wien (som Die Ziegeunerin) den 24 juli 1846, där den spelades 31 gånger från till slutet av mars 1848.
På den tiden var en framgångsrik operapremiär signalen för en hetsig kamp bland Wiens kompositörer av dansmusik att komma först med en kadrilj över teman från det nya verket. Både Johann Strauss den yngre och hans fader, Johann Strauss den äldre, gillade Die Ziegeunerin. Var och en skyndade att väva in melodierna i kadriljens sex strikt formade figurer. Denna gång vann Strauss d.y. och hans kadrilj spelades första gången den 2 augusti 1846 på Dommayers Casino i Wien. Inte förrän en vecka senare den 11 augusti, vid en sommarfestival i Volksgarten, var fadern klar att presentera sin version av Die Ziegeunerin-Quadrille (op. 191). Tidningarna föredrog Strauss den yngres verk framför faderns och det var viktigt för sonen att komma ur faderns dominerande skugga. Med åren falnade intresset både för Balfes opera och de båda kadriljerna, och de föll mer eller mindre i glömska.

## Om kadriljen
De båda kadriljerna har sex identiska teman från Balfes opera, varav två återfinns i samma delar av kadriljernas uppbyggnad. Ingen av kompositörerna använde sig dock av vad som skulle komma att bli operan mest berömda aria: "I dream't I dwelt in marble halls". I den första av kadriljens delar (Nr. 1 'Pantalon') citerar Strauss den yngre den hetsiga galoppen i akt I, medan fadern utesluter den helt. 
Speltiden är ca 5 minuter och 2 sekunder plus minus några sekunder beroende på dirigentens musikaliska tolkning.